# LGBT+ en Afrique du Sud
Pour un article plus général, voir Minorités sexuelles et de genre en Afrique.

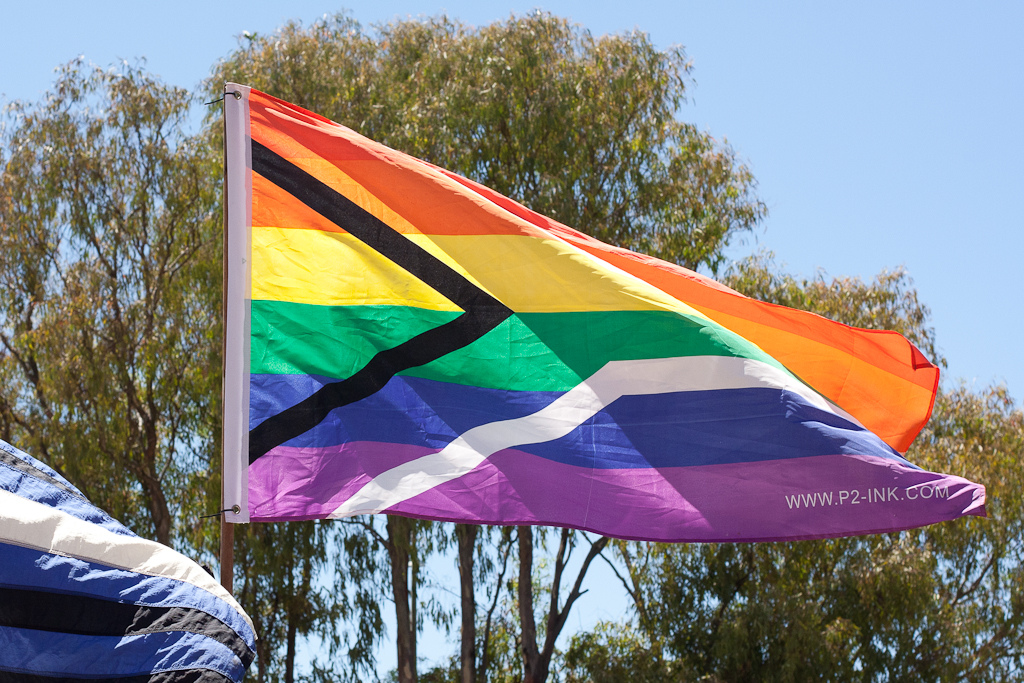
Drapeau LGBT lors d'une marche des fiertés au Cap (2014).

Les droits LGBT en Afrique du Sud sont les plus avancés du continent africain, qui est l'une des zones géographiques les plus homophobes du monde (en 2014, 38 des 55 pays africains condamnent encore pénalement, sous une forme ou une autre, les pratiques homosexuelles).

## Histoire
La première marche des fiertés africaine est organisée en Afrique du Sud en octobre 1990, alors que le pays est toujours sous le régime de l'apartheid et l'homosexualité condamnée par la justice.

Mariage lesbien en 2007.

Après l'arrêt Ministère de l'Intérieur v. Fourie, l'Afrique du Sud légalise le mariage homosexuel en 2006. Il devient le cinquième pays du monde et le premier pays africain à l'autoriser.
La légalisation du mariage homosexuel en Afrique du Sud est une conséquence juridique logique de l'article prohibant la discrimination sur la base de l'« orientation sexuelle » figurant dans la Déclaration des droits de la Constitution adoptée en 1996. Lors de la rédaction de cette dernière, la question des droits de l'homme et des droits des minorités était le thème fondamental et l'opposition quasi inexistante. L'Afrique du Sud possède ainsi une spécificité particulière en Afrique car la lutte anticoloniale englobait les sujets liés et aux femmes et aux homosexuels et des militants impliqués comme Simon Nkoli, contrairement à la plupart des mouvements anticoloniaux du continent, centrés sur une masculinité surtout hétérosexuelle.
Quelques mois plus tard, en réaction, une interdiction du mariage entre personnes de même sexe est proposée à l'Assemblée nationale du Nigeria. Le sujet LGBT devient donc une « lutte symbolique autour de la culture, la tradition et l'authenticité » en Afrique contre l'impérialisme culturel occidental, notent plusieurs universitaires auteur d'un article sur le sujet, conduisant à considérer l'Afrique du Sud comme un pays aligné sur l'Occident et donc non africain.
Desmond Tutu, ancienne haute figure religieuse co-lauréat du Prix Nobel de la paix, a publiquement déclaré sa ferme opposition à l'homophobie, comparant les législations homophobes de l'Ouganda avec le processus raciste de l'apartheid sud-africain.

## Militantisme
Funeka Soldaat est une lesbienne militante d'Afrique du Sud, qui travaille avec le Projet Triangle et est l'une des fondatrices du groupe Free gender d'activistes lesbiennes basé à Khayelitsha.
Depuis 2003, l'Afrique du Sud est le pays-siège de la Coalition des lesbiennes africaines, une organisation à but non lucratif de défense des droits des lesbiennes qui regroupe plus de 30 organisations différentes basées dans 19 pays à travers l'Afrique.
En 2008, à la suite du meurtre en 2006 de  Zoliswa Nkonyana, Funeka Soldaat fonde Free Gender, une ONG d'activistes lesbiennes basé à Khayelitsha, qui soutient les personnes LGBTQ en Afrique du Sud,.

## Conditions de vie
Malgré des violences, la sociologue Zethu Matebeni (en) a néanmoins montré que les lesbiennes et les gays sud-africains jouissent d'une certaine intégration et acceptation sociale.

### Violences
Les agressions homophobes sont fréquentes : entre juin et novembre 2012, deux homosexuels et cinq lesbiennes ont été tués dans le pays. L'idéal promu par la législation est ainsi éloigné de la réalité du terrain, où les viols de lesbiennes sont fréquents. Les auteurs de violences sexuelles croient qu'ils « corrigent » les femmes et que leurs actions les « guériront » de leur homosexualité. 
Le terme « viol correctif » a été utilisé au début des années 2000 par des organisations de défense des droits humains, pour décrire les viols commis en Afrique du Sud contre les lesbiennes. Une attaque notable a eu lieu en 2008, lorsque Eudy Simelane, membre de l'équipe d'Afrique du Sud féminine de football, et militante des droits des personnes LGBT, a subi un viol collectif puis a été assassinée à KwaThema (Gauteng),.
L'Afrique du Sud a intégré les droits des LGBT dans la déclaration des droits post-apartheid en 1996. Toutefois certains aspects de la législation sont très mal appliqués de fait, notamment en raison d'un contexte politique défavorable, où l'unité de la population contre le colonisateur a pris le pas sur la lutte contre l'homophobie. Il arrive ainsi que l'identité gay soit abusivement associée aux Blancs européens. « L'homosexualité est considérée comme une autre forme d'impérialisme culturel » explique la chercheuse Rachel Holmes ; l'homosexualité  est présentée comme « anti-africaine ».